# Polysyncraton scorteum
Polysyncraton scorteum är en sjöpungsart som beskrevs av Kott 200. Polysyncraton scorteum ingår i släktet Polysyncraton och familjen Didemnidae. Inga underarter finns listade i Catalogue of Life.